# 아인트라흐트 브라운슈바이크

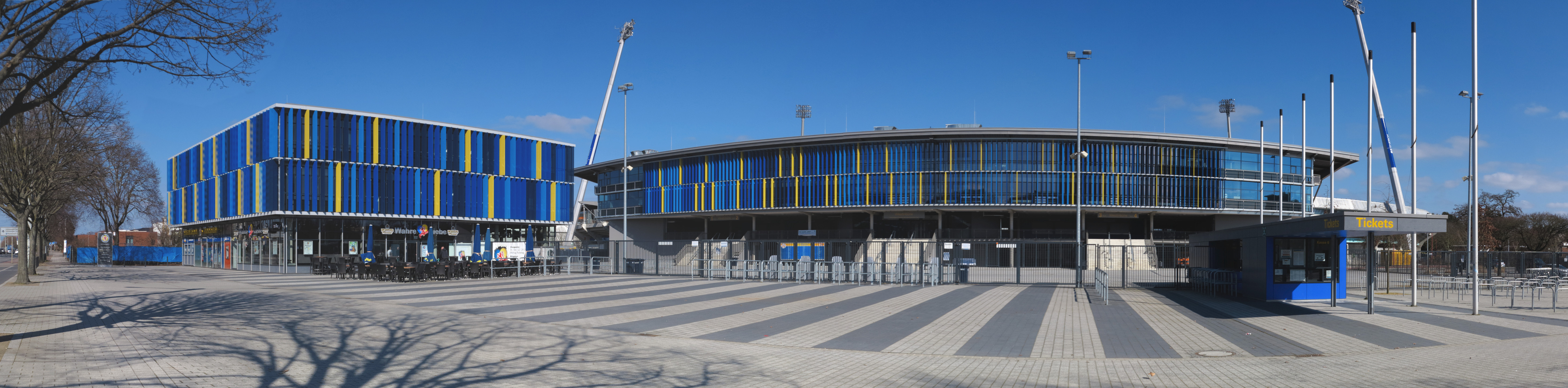

아인트라흐트 브라운슈바이크(Eintracht Braunschweig)는 독일 니더작센주의 도시 브라운슈바이크를 연고로 하는 축구 팀이다. 2010-11 시즌은 3 리가 우승으로 2. 푸스발-분데스리가로 승격되었고, 2012-13 시즌은 2. 푸스발-분데스리가 2위를 확정 지음으로써 2013-14 시즌부터 푸스발-분데스리가에 참가하게 되었으나 18위를 기록하면서 2. 푸스발-분데스리가로 강등되었다. 2014-15 시즌 6위를 기록하였다.

## 경력
- 1 분데스리가: 우승 1회 (1967)

## 선수 명단

### 현역
참고: FIFA 자격 규정에 따라 소속된 국가대표팀 국기를 표시합니다. 선수는 복수의 FIFA 비회원국 국적을 가지고 있을 수 있습니다.
| 번호 | 포지션 | 국적                  | 이름              |
| ---- | ------ | --------------------- | ----------------- |
| 6    | DF     | 보스니아 헤르체고비나 | 에르민 비차크치치 |
| 16   | MF     |                       | 줄리안 바스       |

| 번호 | 포지션 | 국적 | 이름        |
| ---- | ------ | ---- | ----------- |
| 44   | MF     |      | 요한 고메즈 |

## 역대 감독
| 감독              | 임기        |
| ----------------- | ----------- |
| 게오르크 뇌플레   | 1937 ~ 1948 |
| 베르너 올크       | 1978 ~ 1979 |
| 우베 라인더스     | 1987 ~ 1990 |
| 요아힘 슈트라이히 | 1990 ~ 1991 |
| 우베 라인더스     | 2002 ~ 2004 |